# الحدري (تراث شعبي)
الحدري، هو فن من الفنون الشعبية التي تمارس في المناطق الجبلية والساحلية بمنطقة مكة المكرمة (غرب  السعودية)، اشتهر أكثر في محافظة الطائف الجبلية، يعد واحداً من ثلاثة فنون تتبع لفن المجرور (المجالسي، الحدري، القصيمي).

## نبذة
يمارس فن الحدري حصراً على مجالس الرجال مساءً، ويحيا الفن بتحلق الرجال جلوساً، فيما يتوسطهم المغني الذي ينشد أبيات من الشعر بلحن الحدري. أحيا العديد من الفنانين السعوديين فن الحدري في أعمالهم الموسيقية، كالفنان الراحل، طارق عبدالحكيم في أغنيته "يا ليت ما بيننا ريعان" ومن أبيات الحدري: 
شريت لي بندقة مشحانها رسم الذهب فيه

ذخيرتها مد مكي غير زهبتها غرارة
وأيضاً: 
ثلاث يا قلب صابتك حرقه وفرقه ولك مسكاني
يا قلبي ياللي تحدى نجاب في حارة الباب غناني

سلام سلام وأحكيلك ياللي غرامك ملك وجداني